# 1079
1079 је била проста година.

## Догађаји
- Википедија:Непознат датум — Владавина арапске династије Абадида у Севиљи у данашњој Шпанији (од 1023. до 1091).
- Болеслав II Смели је погубио краковског епископа Станислава. Побуна кантонских владара. Завера против Болеслава II и његово свргавање.
- Владислав Херман протерао је свог брата, пољског краља Болеслава II Смелог, у Угарску и постао пољски принц .
- Владари Мурсије постали су вазали Севиље. У Азији, Никифор Мелисин се побунио.
- Олег Свјатославич у Цариграду. Женидба са Теофанијом Музалон.
- Рат Турака Селџука са Фатимидима.
- Кнез Олег Свјатославич, који је побегао код свог млађег брата, кнеза Романа Свјатославича, након што је изгубио битку код Нежатине 3. октобра 1078. године, заробили су локални Хазари и послали у Цариград, а његовог брата Романа Свјатославича убили су Половци, што је несумњиво постала последица споразума између кијевског кнеза Всеволода Јарославича и византијског цара Нићифора III Ботанијата. Кнез Олег Свјатославич је провео две године у заточеништву. Ступањем цара Алексија I Комнина на престо у Цариграду 1081. године, кнез Олег Свјатославич се нашао на слободи.

## Смрти
- Вен Тунг

- Ibn Muaz Džajani